# نساء شهيرات من نجد
نساء شهيرات من نجد، هو كتاب من تأليف الأستاذة الدكتورة دلال بنت مخلد الحربي من جامعة الأميرة نورة بنت عبد الرحمن.

## عن الكتاب
يحتوي هذا الكتاب على تراجم لاثنتين وخمسين امرأة من اللاتي عشن في نجد في الفترات السابقة وكان لهن تأثير في مجتمعاتهن في تلك الفترات. وتبدو أهمية هذا الكتاب من أنه يتناول جوانب من تاريخ المرأة في نجد في العصر الحديث، وهو موضوع لم يحظ بالعناية الكافية من أغلب المصادر التاريخية. وتقتصر حدود هذا الكتاب مكانيا على منطقة نجد، وزمانيا على الفترة ما بين بداية القرن الثاني عشر الهجري (الثامن عشر ميلادي)، ووفاة الملك عبد العزيز-رحمه الله- عام 1373هـ. وقد اعتمدت المؤلفة على مصادر متنوعة في جمع مادة هذا الكتاب، وهي: الكتب، والمقالات المنشورة، والمخطوطات، والوثائق، بالإضافة إلى الروايات الشفهية التي كان لها دور كبير في إثراء مادة هذا الكتاب.

### مقدمة الكتاب
الكتاب من تقديم الأمير سلمان بن عبد العزيز،وأ.د. دلال بنت مخلد الحربي.

### منهج الكتاب
منهج الكتاب هو منهج مسحي تحليلي، ووزعت الباحثة المعلومات عن كل شخصية من شخصيات الكتاب على ثلاثة أقسام:

- قسم يتعلق بالميلاد والأسرة والزواج.
- قسم يخص الإسهام والمشاركة في الحياة العامة.
- قسم تركز على تحديد تواريخ الوفيات وأماكنها إن عرفت.

### حدود الكتاب
في فترة تمتد من القرن الثاني عشر هجري/الثامن عشر ميلادي، وتنتهي بوفاة الملك عبد العزيز 1373هـ/1953م

### أهمية الكتاب
- أنه يوضح جوانب من إسهامات المرأة في منطقة نجد في فترة الدراسة.
- أنه يظهر تأثيرها في محيطها الأسري، إن كانت أما أو أختا أو زوجة.
- أنه يهدف إلى إعطاء المرأة حقها من التدوين التاريخي الذي أغفل في المصادر المحلية.
- أنه يؤكد على الأهمية الخاصة لبعض المصادر المغفلة التي لم يستفد منها في كتابة التاريخ المحلي، من مثل الوقفيات والوصايا والصكوك الشرعية.
- أنه يبرز بشكل عام ما يحتاج إليه تاريخنا المحلي من التدقيق في المعلومات وتمحيصها.[5]

## نساء شهيرات من نجد
1. الجوهرة بنت الإمام تركي بن عبدالله آل سعود
2. الجوهرة بنت عثمان بن محمد بن معمر
3. الجوهرة بنت فيصل بن تركي آل سعود
4. الجوهرة بنت مساعد بن جلوي آل سعود
5. الجوهرة بنت ناصر بن فيصل آل سعود
6. بنية بنت متعب بن عبدالله الرشيد
7. ثريا بنت محمد المزيني
8. جوزاء بنت بندر بن مقحم التمياط
9. حسناء بنت سليمان بن سالم السويداء
10. حصه بنت أحمد بن محمد السديري
11. حصه بنت صالح الدخيل
12. حصه المحمد الفوزان
13. دشيشة بنت راكان المنديل
14. رقية بنت عبدالله السعد الصالحي
15. رقية بنت عوض بن محمد الحجي
16. زينب المحمد العجمي
17. سارة بنت أحمد بن محمد السديري
18. سارة بنت الامام تركي بن عبدالله آل سعود
19. سارة بنت الامام عبدالله بن فيصل ال سعود
20. سارة بنت علي بن محمد بن عبدالوهاب
21. سارة بنت مشاري بن عبدالرحمن آل سعود
22. شقراء بنت عبدالله بن خزام آل عبدالله
23. طرفة بنت عبدالله بن عبداللطيف آل الشيخ
24. طرفة بنت الامام فيصل بن تركي آل سعود
25. طرفة بنت محمد الخريف
26. طريفة بنت عبيد بن علي بن رشيد
27. علياء بنت عبدالعزيز بن حميان
28. فاطمة بنت الشيخ محمد بن عبدالوهاب
29. فضة المنيف المريس
30. فهده بنت العاصي بن شريم الشمري
31. لولوه بنت صالح بن دخيل
32. منيرة بنت مشاري بن حسن آل سعود
33. موضي بنت حمود بن عبيد بن رشيد
34. موضي بنت سعد بن عبدالله الدهلاوي
35. موضي بنت عبدالله بن حمد البسام
36. موضي العلي المعارك
37. موضي بنت ابن وهطان الكثيري
38. موضي بنت ابي حنايا البرازية
39. ميثاء بنت علي السلامي
40. نورة بنت سليمان بن فهد الرهيط
41. نورة بنت الامام عبدالرحمن بن فيصل آل سعود
42. نورة بنت عبدالعزيز بن إبراهيم الحجي
43. نورة بنت عبدالعزيز بن حمد بن معمر
44. نورة بنت عبدالله بن علي بن رشيد
45. نورة بنت الامام فيصل بن تركي آل سعود
46. نورة المحمد الهطلاني
47. هويدية بنت غيدان بن جازع آل شامر
48. نوره الحوشان الرشيدي
49. هيا بنت صالح بن ناصر الشاعر
50. وضحى بنت رشيد بن صالح الشمري
51. وضحى بنت محمد بن برغش بن عريعر
52. وضحى بنت محمد القنور الرشيدي
53. وضحى بنت هاشم بن فرج الغريس[1]

## وصلات خارجية
- نساء شهيرات من نجد
- كتاب نساء شهيرات من نجد-النيل والفرات
- كتاب نساء شهيرات من نجد-شبكة أقلاع